# Georg Reuter (Richter)
Georg Ludwig Ernst Reuter (* 17. Februar 1855 in Höxter; † 2. November 1930 in Dortmund) war ein deutscher Richter.

## Leben
Reuter studierte Rechtswissenschaft an der Georg-August-Universität Göttingen und war ab Michaelis 1873 im Corps Saxonia Göttingen aktiv. Er wurde am 30. Juni 1874 recipiert und Michaelis inaktiviert. Er wechselte an die Königliche Universität zu Greifswald, wo er 1877 (mit Gustav Nachtigal) auch im Corps Pomerania Greifswald aktiv wurde. Er trat in die Rechtspflege Preußens und wurde Amtsrichter in Körlin an der Persante und Landrichter am Landgericht Hagen. Nachdem er Landgerichtsdirektor in Gleiwitz und am Landgericht Halle gewesen war, wurde er Landgerichtspräsident des Landgerichts Saarbrücken und des Landgerichts Berlin (1914). 
1917 wurde er zum Präsidenten des Oberlandesgerichts Naumburg ernannt. 1923 pensioniert, verlebte er den Ruhestand in Naumburg (Saale). Er starb in Dortmund und hinterließ seine Frau Fanny geb. Göbel.